# Vlado Žabot
Vlado Žabot, slovenski pisatelj, novinar, pesnik in urednik, * 11. avgust 1958, Šafarsko.

## Življenjepis
Žabot je leta 1986 diplomiral iz primerjalne književnosti na ljubljanski filozofski fakulteti. Od leta 1985 do 1986 je bil glavni urednik založbe Aleph, leta 1987 je nastopil službo novinarja v kulturni redakciji časopisa Delo. Sedaj je samostojni književnik. Je bratranec publicistke in nekdanje redovnice Vide Žabot.
Leta 1996 je prejel nagrado Prešernovega sklada za roman Pastorala, leta 1997 pa nagrado kresnik za roman Volčje noči. V letih 2003–07 je bil predsednik Društva slovenskih pisateljev.
O njem in v sodelovanju z njim je bil posnet dokumentarni film oziroma televizijski portret z naslovom Križpotja v čarnem risu (scenarij Cvetka Bevc, režiser Primož Meško, snemalec in direktor fotografije Andrej Lupinc, izvirna glasba Rudi Pančur).   

## Literarno delo
Žabotov literarni prvenec, novelistična zbirka Bukovska mati, je izšel 1986. V njem avtor uvaja morbiden kafkovsko obarvan svet ekspresionistične grozne in strašljive erotike v sanjsko nedoločljivi močvirski pokrajini. Ta postaja značilna tudi za poznejša Žabotova dela in dobiva vedno določnejšo podobo pomurskih močvirskih ravnic. Roman Stari pil (1989), podobno kot tudi mladinska povest Skrivnost močvirja Vilindol (1994), kakor tudi Sveta poroka: epska pesnitev po staroslovanskem mitu (2013), ki je del trilogije skupaj z romanoma  Ljudstvo lunja (2010) in Sveti boj (2017), se močno navezujejo na staro slovansko mitologijo. V romanih Pastorala (1994), Volčje noči (1996, 2004) pa je ta tematika samosvoje dopolnjena s krščansko ikonografijo.  Poleg naštetih del je Žabot napisal še romane Nimfa (1999), Sukub (2003), zgodovinski roman Gral (2023) ter otroške povesti Pikec in Puhec iščeta Mihca (1990). Piše tudi poezijo v razkriškem narečju, ki je bila uglasbljena in leta 2021 izdana na zgoščenki.               